# Antonio Jesús Caballero Ramírez
Antonio Jesús Caballero (Martos, Andalucía, 6 de enero de 1994) es un futbolista español. Juega como centrocampista en las filas del Real Jaén C. F. de la Segunda Federación.

## Trayectoria
Originario de Martos, Jaén, se formó en las categorías inferiores del Séneca. En 2013 fichó por el Martos C. D. donde estuvo una temporada. Al año siguiente se marchó al Lucena C. F.
En 2015 fichó por la UD Ciudad de Torredonjimeno, y en ese mismo año se marchó al Atlético Mancha Real. Al año siguiente fichó por el Elche C. F. Ilicitano donde estuvo temporada y media, además, debutó con el primer equipo en la Segunda División.
En la temporada 2017-18 jugó para el Rápido de Bouzas y la temporada 2018-19 lo hizo en el C. D. Castellón.
En junio de 2019 fichó por el C. D. Badajoz, con el que jugó el playoff de ascenso a Segunda División. En esa categoría jugó la campaña siguiente después de llegar al C. D. Mirandés.
El 26 de julio de 2021 firmó por el UCAM Murcia C. F. Jugó 16 encuentros durante la primera vuelta de la competición antes de recalar a finales de año en el San Fernando Club Deportivo, rival entonces del conjunto universitario en la Primera División RFEF. Allí estuvo doce meses antes de fichar el Córdoba C. F. en enero de 2023 para lo que quedaba de temporada. La siguiente se marchó a la U. E. Cornellà, con la que jugó 37 partidos en Primera Federación, y la 2024-25 se unió a la U. D. Logroñés.
En julio de 2025 fichó por el Real Jaén C. F., club en el que ya había militado en sus categorías inferiores.

## Clubes
| Club                           | País   | Año       |
| ------------------------------ | ------ | --------- |
| Martos C. D.                   | España | 2013-2014 |
| Lucena C. F.                   | España | 2014-2015 |
| U. D. Ciudad de Torredonjimeno | España | 2015      |
| Atlético Mancha Real           | España | 2015-2016 |
| Elche C. F. Ilicitano          | España | 2016-2017 |
| Rápido de Bouzas               | España | 2017-2018 |
| C. D. Castellón                | España | 2018-2019 |
| C. D. Badajoz                  | España | 2019-2020 |
| C. D. Mirandés                 | España | 2020-2021 |
| UCAM Murcia C. F.              | España | 2021      |
| San Fernando C. D.             | España | 2022-2023 |
| Córdoba C. F.                  | España | 2023      |
| U. E. Cornellà                 | España | 2023-2024 |
| U. D. Logroñés                 | España | 2024-2025 |
| Real Jaén C. F.                | España | 2025-     |